# 東屋代駅
東屋代駅（ひがしやしろえき）は、長野県千曲市大字屋代に存在した長野電鉄屋代線の駅である。2012年4月1日の屋代線廃止に伴い廃駅となった。駅番号はY2。

## 歴史
- 1922年（大正11年）6月10日：河東鉄道により開業[1]。
- 1926年（大正15年）9月30日：河東鉄道と長野電気鉄道の合併で長野電鉄が発足したことに伴い、河東線の駅となる。
- 2002年（平成14年）9月18日：路線名改称により屋代線の駅となる。
- 2012年（平成24年）4月1日：屋代線廃止により廃駅[1]。

## 駅構造
単式ホーム1面1線を有する地上駅。無人駅であった。
民家のような駅舎になっていて、かつては近隣住人が駅舎に居住し、改札などを行った。

## 利用状況
1日あたり乗車人員は次のとおりであった。
| 乗車人員推移 | 乗車人員推移 |
| 年度         | 1日平均人数  |
| ------------ | ------------ |
| 1999         | 89           |
| 2000         | 83           |
| 2001         | 48           |
| 2002         | 42           |
| 2003         | 42           |
| 2004         | 44           |
| 2005         | 43           |
| 2006         | 52           |
| 2007         | 51           |
| 2008         | 55           |
| 2009         | 50           |
| 2010         | 51           |
| 2011         | 45           |

## 駅周辺
- 長野県屋代高等学校・附属中学校[1]
- 千曲市立屋代中学校
- 屋代高校前バス停 - 長電バス屋代駅・松代駅方面
- 屋代簡易郵便局
- 長野県立歴史館[1]
- 森将軍塚古墳館
  - 森将軍塚古墳
  - 有明山将軍塚古墳
- 屋代高校前駅
- 国道403号

## 廃止後
駅舎など廃止後1年は残ったが解体され、更地となった。それ以来長らく放置状態であったが、千曲市は令和3年から令和6年にかけた自転車歩行者道の整備計画に着手。2023年（令和5年）に倉科踏切から当駅跡を通った950 mの自転車歩行者道の整備工事に着手し、2023年（令和5年）9月11日に当駅近くの踏切跡から屋代中学校北までの518 mが開通した。また付近に当駅の駅名を冠した屋代線代替バスのバス停は設置されていないが付近に屋代線代替バスは通っており当駅の最寄りのバス停は屋代高校前バス停となっている。

## 隣の駅
長野電鉄
■屋代線
屋代駅 (Y1) - 東屋代駅 (Y2) - 雨宮駅 (Y3)